# Jass
Lo Jass è un gioco di carte di origini svizzere, nei territori elvetici è diffuso a tal punto che molti giochi di carte sono genericamente chiamati Jass. In Svizzera è considerato una sorta di gioco nazionale.
È un gioco di prese per quattro giocatori che assomiglia molto al tressette. Esistono tuttavia varianti per due, tre e sei partecipanti.
Il mazzo è costituito da 36 carte: 6, 7, 8, 9, 10, fante, donna, re e asso di ogni seme. In base alle usanze locali, spesso viene praticato con carte di tipo svizzero o tedesco. Esiste un mazzo di carte da gioco svizzere, chiamato Jasskarten, letteralmente Carte da Jass, che comprende le sole 36 necessarie al gioco.
Ai fini del gioco la scelta del mazzo non fa differenza. 

## Origini antiche
Si tratta di un gioco molto antico, le prime testimonianze scritte risalgono alla fine del XVIII secolo. Jass era inizialmente il nome della briscola più alta nel gioco, il Jack.
Da questo gioco derivano molte varianti che si sono col tempo diffuse in tutto il mondo. Le più famose sono il francese Belot, l'olandese Klaverjassen e l'americano Pinochle.